# Жан-Марі Балестр
Жан-Марі́ Бале́стр (фр. Jean-Marie Balestre, 9 квітня 1921 — 27 березня 2008) — президент Міжнародної федерації автоспорту (FISA) (1979–1991), Міжнародної автомобільної федерації (FIA) (1985–1993) і Французької федерації автоспорту (FFSA) (1973–1996).

## Біографія
Народився в Сен-Ремі-де-Прованс, департамент Буш-дю-Рон.
На чиєму боці брав участь Балестр у Другій світовій війні точно невідомо. Є відомості як про його близькість до французьких колабораціоністів, так і про участь у Русі Опору. Однак попри це Балестр у 1968 році за службу Франції в роки війни був нагороджений Орденом почесного легіону.
Після війни Балестр разом з Робертом Герсантом створив успішний автомобільний журнал, названий «L’Auto-Journal».
У 1950 році він став членом Французької федерації автоспорту (FFSA). У 1961 році став 1-м президентом Міжнародної комісії FIA з картингу. У 1973 він був обраний президентом FFSA, а в 1978 році — президентом Міжнародної спортивної комісії FIA, яка була перетворена в Міжнародну федерацію автоспорту (FISA).
Балестр став однією з причин і сам був залучений у конфлікт FISA та FOCA — боротьбу за фінанси і контроль над Чемпіонатом світу Формули-1 у 1980–1982 роках. Балестр і його опонент — президент Асоціації конструкторів Формули-1 (FOCA) Берні Екклстоун у підсумку прийшли до компромісу за посередництва керівника «Scuderia Ferrari» Енцо Феррарі, після чого у веденні FISA залишилися тільки спортивні та технічні питання, а комерційні перейшли до FOCA.
На Гран-прі Великої Британії 1989 року Балестр ледь не був збитий болідом Ніколи Ларіні, коли перебігав через стартову пряму Сільверстоуна незабаром після старту гонки.
Він, як часто стверджувалося в пресі, виходячи за рамки своїх службових повноважень, підтримував співвітчизника Алена Проста в його протистоянні з Айртоном Сенною. Коли на Гран-прі Японії 1989 року Прост і Сенна зіткнулися, після чого бразилець переміг і виграв чемпіонат, то Айртона дискваліфікували. Чемпіоном став Прост. На наступний рік у Судзуці ситуація повторилася. Проте цього разу Сенна не був дискваліфікований і став чемпіоном світу.
У 1991 і 1993 роках Балестр програв вибори президента FISA і FIA відповідно Максу Мослі. Незабаром FISA була скасована і Формула-1 перейшла в безпосереднє ведення FIA.
Балестр отримав прізвисько «містер безпека», оскільки він зробив дуже багато, аби автогонки стали безпечнішими: зокрема ввів обов'язкові краш-тести і боровся за заборону турбомоторів у Формулі-1.
27 березня 2008 року Балестр помер у віці 86 років.